# Possessiu
Els possessius són determinants del nom, amb el qual concorden, i presenten els morfemes de gènere i nombre.
Els possessius designen el posseïdor i presenten formes diferents relacionades amb la primera persona, la segona persona o la tercera persona del discurs i amb el caràcter singular (un sol posseïdor, com en "el teu llibre") o plural (diversos posseïdors, com en "el vostre llapis") d'aquestes persones.
Els possessius es divideixen en possessius forts, perquè són tònics ("la meva cosina") i possessius febles, que són àtons ("ma cosina").

## Altres distincions
Els possessius pleonàstics, menys emprats, com seria la frase "son pare d'ell", són aquells que incorren en la redundància, bé sigui per esclarir una referència o per causar cert efecte.
El filòleg Leo Spitzer afegeix també la noció de possessiu patètic, en el sentit d'èmfasi emotiu, per referir-se a una construcció trobada per exemple en l'ús que el poeta Jorge Manrique en fa a Coplas por la muerte de su padre. Juntament amb l'ús pleonàstic, aquestes formes pretenen cercar la simpatia del lector, de vegades incloent-hi algun element contradictori. Spitzer diu: "La construcció un fill que tenia es distingeix, esclar, de la de el meu fill (o un fill meu) pel seu caràcter verbal, el qual implica una reconstrucció del fet de la possessió davant dels nostres ulls en l'acte de posseir: "un fill que tenia" és dinàmic, "el meu fill" estàtic.